# Haaren
Haaren és un municipi de la província del Brabant del Nord, al sud dels Països Baixos. L'1 de gener del 2009 tenia 13.709 habitants repartits sobre una superfície de 58,53 km² (dels quals 0,87 km² corresponen a aigua). Limita al nord amb Heusden i Vught, i al sud amb Tilburg, Oisterwijk i Boxtel.

## Centres de població
Biezenmortel (1,498) 

Esch (2,225) 

Haaren (5,584) 

Helvoirt (4,741)

## Ajuntament
El consistori està format per 15 regidors
- CDA 5 regidors
- Samenwerking 95 - 4 regidors
- VVD 3 regidors
- Progressief 96 - 3 regidors